# کاندلاریا (آتلانتیکو)
کاندلاریا (انگلیسی: Candelaria, Atlántico) نام شهری در کشور کلمبیا است.